# 克罗地亚社会主义工人党
克罗地亚社会主义工人党（缩写为）是克罗地亚的一个共产主义政党。该党被认为是目前克罗地亚左翼政党的代表。